# Gotra albospinosa
Gotra albospinosa is een insect uit de familie van de gewone sluipwespen (Ichneumonidae). De wetenschappelijke naam van de soort werd in 1859 gepubliceerd door Smith.